# 碑

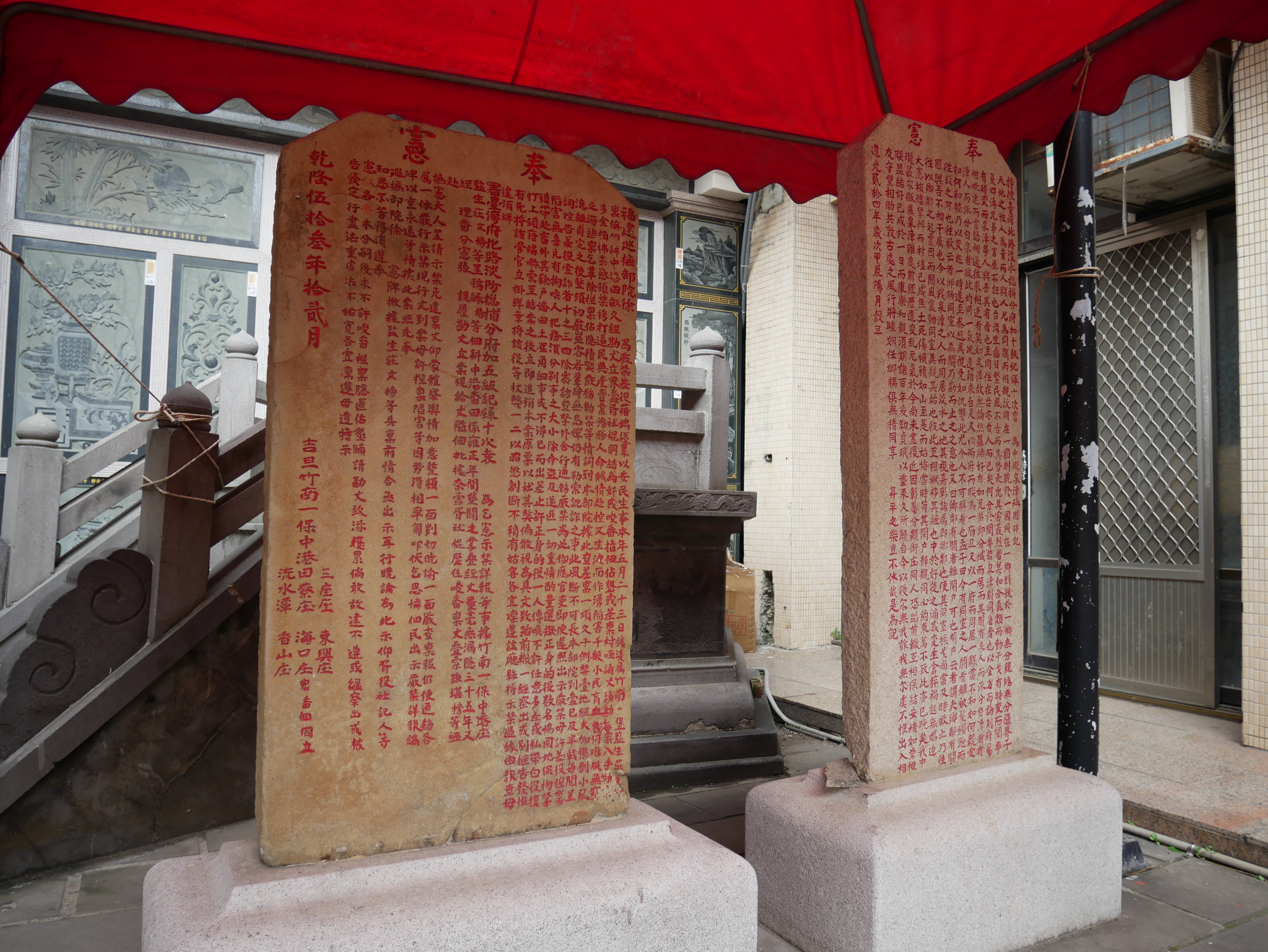
中港慈裕宮所藏石碑

碑是指人為豎立的石塊，通常刻有文字，原因有很多具有一定用途，如記載事件、指示里程（里程碑）、劃定邊界（界碑）及作紀念用途（紀念碑）等。
傳統的西方墓碑（墓碑、墓碑、墓碑或標記）在技術上可以被認為是古代石碑的現代對應物，儘管這個術語很少以這種方式使用。同樣，非西方文化中的石碑形式也可能有其他稱呼，「stele」和「stelae」這兩個詞在考古學語境中最一致地適用於指來自歐洲、古埃及、中國，有時也指前哥倫布時期的美洲的文物。
中國古代官員都有立碑的習慣，視為榮耀。唐朝的地方官若要立碑紀功，要由皇帝下旨詔敕。唐朝地方百姓為地方官所立的「頌德碑」亦稱為「遺愛碑」，獨孤某和宋璟、狄仁傑都被立有其碑。《日知錄》載：“《宋史》言，太祖建隆元年十月戊子，詔諸道長貳有異政，請立碑者，委參軍驗實以聞。”